# Saint-Jean-du-Bouzet
Saint-Jean-du-Bouzet is een gemeente in het Franse departement Tarn-et-Garonne (regio Occitanie) en telt 66 inwoners (2009). De plaats maakt deel uit van het arrondissement Castelsarrasin.

## Geografie
De oppervlakte van Saint-Jean-du-Bouzet bedraagt 7,4 km², de bevolkingsdichtheid is dus 8,9 inwoners per km².
De onderstaande kaart toont de ligging van Saint-Jean-du-Bouzet met de belangrijkste infrastructuur en aangrenzende gemeenten.

## Demografie
Onderstaande figuur toont het verloop van het inwonertal (bron: INSEE-tellingen).